# جاناتان زبینا
جاناتان زبینا (به فرانسوی: Jonathan Zebina) (متولد ۱۹ جولای سال ۱۹۷۸ در پاریس بازیکن فوتبال بود.

## زندگی‌نامه

### [۱]زندگی شخصی
مادرش مارتینه و پدرش دنیس هستند. یک برادر به نام الکسیس و خواهری به نام جولیا دارد که دانش آموز است. او از معدود بازیکنان یوونتوس است که همچنان از مجرد بودن احساس خوشبختی می‌کند و ازدواج نکرده است.

### تفریحات
جاناتان عاشق واقعی هنر است، شاید او را یکی از بینندگان و شرکت کنندگان ثابت گالری‌های هنر شهر میلان باشد! موسیقی و فیلم و سینما از دیگر علاقات این بازیکن محسوب می‌شوند. موسیقی جاز، پاپ، رپ را گوش می‌دهد. به معنایی موسیقی‌هایی که گوش می‌کند توجه دارد و گوش دادن موسقی از برنامه‌های روزانه او است. فیلم و هنرپیشه‌های زیادی را دوست دارد و عاشق فیلم‌های متعدد زیادی است.
غذای مورد علاقه او چه می‌تواند باشد؟ او تنها زندگی می‌کند بنابراین هرچه که امکان دارد را می‌پسندد و می‌خورد، به شراب علاقه دارد اما مشروباتی که الکل بالایی داشته باشند را نمی‌نوشد.
به چهره و ظاهر خود توجه دارد، البسه‌ای را می‌پوشد که با روحیات او هماهنگی داشته باشد، به ساعت مچی و انگشتر و گوشواره علاقه دارد و این وسایل را با احتیاط فراوان نگاه می‌دارد.
سایر ورزش‌ها را دنبال نمی‌کند، اما به فرم ایده‌آل و فیزیک بدنی خود اهمیت زیادی می‌دهد. محمد کلی را دوست دارد.

### زندگی ورزشی
۷ سالگی سالی است که او فوتبال را شروع کرد، به تیمی به نام پالاسو در پاریس پیوست و از زمانی که به یاد دارد در پست دفاع بازی کرده است.
خاطره زیبای او همراه بیانکونری پیروزی ۳ بر صفر یوونتوس برابر برشا در سال ۲۰۰۴ بود و جشن باشکوهی که برگزار شد. او آرزو دارد هر روز فوتبالش بهتر و بهتر شود.